# Dasyvalgus nigrofasciculatus
Dasyvalgus nigrofasciculatus är en skalbaggsart som beskrevs av Moser 1906. Dasyvalgus nigrofasciculatus ingår i släktet Dasyvalgus och familjen Cetoniidae. Inga underarter finns listade i Catalogue of Life.